# Crataegus opaca
Crataegus opaca — вид квіткових рослин із родини трояндових (Rosaceae).

## Біоморфологічна характеристика
Це дерево 80+ дм заввишки, стовбур 3 дм завтовшки. Нові гілочки рудо-запушені, 1-річні гілочки від середньо до темно-сірих; колючки на гілочках 2-річні від темно-сірих до чорних, 2–4 см. Листки: ніжки листків 4–7 мм, 10–15% від довжини пластини; пластини від ± еліптичних до ланцетно-еліптичних іноді широко-еліптичних, 5–7 см, частки 0 або звивисті, краї цілі чи нечітко чи неглибоко городчато-дистальні, зубці залозисто-крапчасті, верхівка від майже гострої до гострої, нижня поверхня рудо-запушена, особливо вздовж жилок, іноді гола, верх зазвичай тьмяний шершавий особливо молодим. Квітки 12.5–17.5 мм у діаметрі; гіпантій голий; чашолистки 4 мм; пелюстки білі, іноді блідо-рожеві, 7 мм; пиляки червонуваті або рожеві. Яблука червоні, іноді жовті, (8)12–15(20) мм у діаметрі. 2n = 34. Період цвітіння: лютий і березень; період плодоношення: травень і червень.

## Ареал
Ендемік північного сходу США (Алабама, Арканзас, Луїзіана, Міссісіпі, Техас).
Населяє сезонно затоплювані западини, рови, поглиблення, реліктові міждюни, береги річок; висота зростання: 10–100 метрів.

## Використання
Плоди вживають сирими чи приготованими чи сушать. Плід соковитий і приємно кислий.
Хоча конкретних згадок про цей вид не було помічено, плоди та квіти багатьох видів глоду добре відомі в трав'яній народній медицині як тонізувальний засіб для серця, і сучасні дослідження підтвердили це використання. Зазвичай його використовують у вигляді чаю чи настоянки.
Деревина важка, надзвичайно тверда, міцна і дрібнозерниста. Там, де зустрічається деревина достатнього діаметру, вона часто дуже цінується для використання в токарній справі і традиційно використовується для таких цілей, як виготовлення ручок для інструментів, киянок та інших дрібних предметів.